# Scaled Composites Stratolaunch
Lo Scaled Composites Model 351 Stratolaunch, comunemente conosciuto come Stratolaunch è un aereo da trasporto costruito dalla Scaled Composites per conto della Stratolaunch Systems al fine di trasportare razzi utilizzati per la messa in orbita di satelliti.
L'aereo, la cui costruzione è stata annunciata nel dicembre 2011 e che è stato presentato nel maggio 2017, ha una configurazione a doppia fusoliera e, in virtù della sua apertura alare di 117 m, è l'aereo con la più grande apertura alare ad essere mai stato costruito e ad avere mai volato, avendo battuto il record dello Hughes H-4 Hercules, che resisteva da 72 anni, durante il suo primo volo, avvenuto il 13 aprile 2019 dallo spazioporto di Mojave.
Lo Stratolaunch è stato progettato per trasportare un carico di circa 230 tonnellate, per un peso massimo al decollo di circa 590 tonnellate.

## Storia del progetto

### Lancio del progetto
Il progetto Stratolaunch è stato lanciato nel 2011 da Paul Allen, co-fondatore e azionista di Microsoft, la cui fortuna è valutata in 20 miliardi di dollari.
Appassionato di astronautica, Allen aveva già partecipato negli anni 2000 al finanziamento della Allen Telescope Array, una vasta rete di antenne satellitari in California dedicata alla ricerca di segnali provenienti da civiltà extraterrestri.
Paul Allen decise di finanziare lo sviluppo di un gigantesco velivolo che fungesse da nave madre capace di trasportare e lanciare in alta quota un lanciatore di media potenza atto alla messa in orbita di satelliti aventi un peso massimo di 6 tonnellate; nel 2011 fondò quindi la Stratolaunch Systems, una consociata del suo consorzio Vulcan Inc., per attività filantropiche e imprenditoriali, perché supervisionasse l'intero progetto.
La progettazione generale e la costruzione dell'interfaccia tra il lanciatore e l'aeromobile furono quindi affidati alla Dynetics, mentre la realizzazione del velivolo vettore fu affidata alla Scaled Composites, società fondata nel 1982 da Burt Rutan, famosa per la realizzazione di diversi prototipi destinati sia all'aeronautica militare statunitense che all'aviazione civile, come il White Knight e il White Knight Two, quest'ultimo dotato di una configurazione a doppia fusoliera proprio come lo Stratolaunch.

### Scelta del lanciatore Falcon 9
Alla fine del 2011 fu reso pubblico un accordo con la società SpaceX che prevedeva l'uso di una versione derivativa del lanciatore Falcon 9, il Falcon 9 Air, il cui primo stadio utilizza quattro motori a razzo Merlin 1D e che sarebbe in grado di portare un carico di 6100 kg in orbita terrestre bassa.
Con l'avanzare del programma, però, divenne chiaro che la Scaled Composites e la Dynetics volevano delle modifiche nella forma del veicolo di SpaceX per renderlo più aerodinamico, la compagnia però non le reputò adatte per la propria strategia di crescita e così, il 27 novembre 2012, la Stratolaunch annunciò la fine della collaborazione con SpaceX, il cui posto sarebbe stato preso dalla Orbital Sciences Corporation.

### Collaborazione con la Orbital Sciences
Alla fine del novembre 2012 l'ipotesi dell'utilizzo di una versione derivata dal razzo Falcon 9 fu abbandonata, ciò fu in particolare dovuto al fatto che la Stratolaunch Systems desiderava che la fusoliera del lanciatore venisse espansa grazie a strutture che potessero fornire una portanza maggiore durante la prima fase di volo del razzo, tale aggiunta avrebbe però richiesto una modifica sostanziale del processo di produzione del Falcon 9, riducendo troppo l'effetto scala per la SpaceX, almeno secondo l'opinione di quest'ultima, che decise di ritirarsi dal progetto.
La Stratolaunch decise quindi di affidare lo studio del lanciatore alla Orbital Sciences Corporation, la quale aveva accumulato una buona esperienza nel settore come costruttore dell'unico lanciatore aviotrasportato allora operativo, il razzo Pegasus. Orbital decise quindi di sviluppare un lanciatore, soprannominato Thunderbolt o Pegasus II, costituito da due stadi a propellente solido, la cui produzione fu affidata alla ATK, il maggior specialista statunitense del settore, e da un terzo stadio a propellente liquido, che sarà poi invece cancellato nel corso del 2014.
Nell'aprile 2015, la Stratolaunch annunciò la decisione di utilizzare l'aeromobile in costruzione alla Scaled Composites anche per il lancio di missili più piccoli, confermando comunque la sua collaborazione con Orbital, il tutto con lo scopo di acquisire quote nel crescente mercato del lancio di piccoli satelliti. La società annunciò inoltre che la produzione dei componenti del velivolo era completa all'80%, mentre il suo assemblaggio era a circa il 40% e che le prime prove di volo erano attese per l'inizio del 2016..
Nell'ottobre 2016, la Stratolaunch ha annunciato una partnership con la Orbital ATK, società nel frattempo nata dalla fusione di Orbital Sciences Corporation e di alcune divisioni della ATK, che prevedeva l'utilizzo del suo velivolo simultaneamente al lancio di tre lanciatori aerei Pegasus XL. Al tempo, gli esperti del settore misero in discussione la fattibilità economica di questo accordo, dato il costo del lanciatore Pegasus e il bassissimo numero di ordini presi durante il decennio (5 voli negli ultimi 10 anni).
L'aereo fu infine presentato al pubblico il 31 maggio 2017.

### Lanciatori sviluppati internamente
Nell'ottobre 2018, la Stratolaunch Systems comunicò di aver pianificato lo sviluppo di una gamma di tre lanciatori sviluppati internamente e che, fino a quando questi non fossero stati pronti, sarebbero stati utilizzati Pegasus. I lanciatori in questione sono stati annunciati come un MLV (Medium Launch Vehicle), in grado di posizionare 3,4 tonnellate in orbita bassa, un MLV Heavy, avente una capacità di carico di 6 tonnellate, e un velivolo riutilizzabile di cui lo sviluppo è previsto in una data successiva. Per la propulsione di questi nuovi lanciatori, è stato affidato lo sviluppo di un nuovo motore a razzo, chiamato PGA (acronimo di Paul Gardner Allen) ed alimentato da una miscela di idrogeno e ossigeno liquido, a Jeff Thornburg, uno dei progettisti del motore SpaceX Merlin.

### Stop allo sviluppo e vendita
Già a partire dalla morte del fondatore della compagnia, Paul Allen, scomparso nell'ottobre del 2018, ci furono dubbi sul prosieguo della storia della Stratolaunch Systems e quindi ci furono diverse indiscrezioni riguardanti il fatto che lo sviluppo dello Stratolaunch potesse cessare. Allen era infatti sempre stato la fonte dei capitali necessari all'intenso programma di sviluppo del velivolo sin da quando il progetto era iniziato, nel 2010, e la compagnia fondata, nel 2011. Nel gennaio 2019, dando seguito alle suddette indiscrezioni, la Stratolaunch Systems ha annunciato la sospensione dello sviluppo della sua famiglia di lanciatori aviotrasportati e, il 31 maggio dello stesso anno, ha annunciato la fine delle operazioni e la decisione di Vulcan Inc., controllante della società, di mettere in vendita tutti gli asset della compagnia al prezzo di 400 milioni di dollari, che garantivano l'acquisto dell'unico aeromobile costruito, lo Stratolaunch, delle infrastrutture della società, degli equipaggiamenti, dei progetti e di ogni altra proprietà intellettuale.
Nel dicembre 2019 è stato annunciato che, già dall'11 ottobre precedente, il nuovo proprietario della Stratolaunch Systems, e quindi anche dello Stratolaunch, è divenuta la Cerberus Capital Management, un'azienda statunitense specializzata nell'acquisizione di aziende in crisi finanziaria. La Cerberus ha in seguito comunicato che la Stratolaunch Systems si sarebbe focalizzata, dopo il cambio di proprietà, sull'offerta di prove di volo ad alta velocità. All'inizio del 2020 la Stratolaunch Systems ha iniziato lo sviluppo del Talon-A, un veicolo riutilizzabile e con motori a razzo in grado di viaggiare a velocità ipersonica. A partire dal 2022, il Talon-A potrebbe essere trasportato dallo Stratolaunch, il quale, a partire dal 2023, potrebbe trasportarne ben tre alla volta oppure potrebbe trasportare un prototipo ben più grande, il Talon-Z, atto a portare in orbita persone e merci.

## Tecnica

Paragone tra lo Stratolaunch e gli altri aeromobili ad elevata apertura alare.

Lo Stratolaunch ha una configurazione a doppia fusoliera, ognuna delle quali è lunga 73 m ed è dotata di un carrello d'atterraggio formato da dodici ruote più un carrello anteriore formato da due ruote, per un totale di ben 28 ruote. Ogni fusoliera è inoltre dotata di un proprio impennaggio con deflettori verticali e orizzontali, i quali lasciano un'area vuota dietro al carico posto tra le due fusoliere, con lo scopo di ridurre l'interferenza aerodinamica durante il volo.
Nella fusoliera di destra trovano posto il pilota, il co-pilota e l'ingegnere di volo, mentre la fusoliera sinistra è vuota e non pressurizzata. Entrambe sono state costruite per il 50% con pezzi di due Boeing 747-400 acquistati appositamente a questo scopo, mentre l'altra metà di esse è stata realizzata con pezzi in fibra di carbonio o materiali compositi prodotti dalla Scaled Composites. Anche le ruote dei carrelli d'atterraggio, l'avionica, i motori ed altri sistemi provengono dai due Boeing.
L'apertura alare dello Stratolaunch è di 117 metri, dato che lo rende detentore del primato a tale riguardo, superando i 98 m dello Hughes H-4 Hercules e gli 88 m dell'Antonov An-225 Mriya. La sezione centrale dell'ala ad elevato allungamento alare è unita con un sistema MIS (acronimo di Mating and Integration System) sviluppato dalla Dynetics e capace di sopportare un carico di 225 tonnellate.
Lo Stratolaunch è spinto da sei motori turboventola Pratt & Whitney PW4056 posizionati a gruppi di tre sotto l'ala all'esterno di ogni fusoliera, in grado di fornire una spinta di 252,4 kN ognuno.
All'interno della Scaled Composites, il numero di modello dello Stratolaunch è M351, mentre l'unico esemplare realizzato è stato soprannominato "Roc", dal nome di un uccello mitologico dal piumaggio bianco, di proporzioni e forza tali da permettergli di ghermire e mangiare anche elefanti.

## Test di volo
Il 31 maggio 2017 l'aeromobile fu fatto uscire per la prima volta dagli hangar, appositamente costruiti per ospitare un velivolo di tali dimensioni, e utilizzato per test di rifornimento carburante, accensione motori e, infine, di volo, con il primo decollo avvenuto il 13 aprile 2019.
In particolare, sempre allo spazioporto di Mojave, a partire da settembre 2017, sono iniziati i test sui motori, sulle superfici di controllo di volo e sui sistemi elettrici, pneumatici e di rilevazione incendi; nel dicembre 2017 ha invece avuto luogo il primo test di rullaggio a bassa velocità, con l'aeromobile che è stato portato fino a 46 km/h spinto dai suoi sei motori, in modo da verificare il funzionamento del timone e dei freni e la telemetria. Test di rullaggio a velocità sempre maggiori sono iniziati nel 2018, facendo arrivare lo Stratolaunch ad una velocità di 140 km/h ad ottobre; l'ultimo di questi test è stato infine effettuato il 9 gennaio 2019, quando il velivolo è stato portato fino a 219 km/h ed è stata pubblicata una fotografia che lo ritraeva con la ruota del carrello anteriore sollevata da terra.
Il 19 gennaio 2019, tre mesi dopo la morte del fondatore della Stratolaunch Systems Paul Allen, l'azienda annunciò di aver interrotto lo sviluppo dei motori PGA e dei lanciatori; ciò fece sì che i già citati Pegasus XL rimanessero gli unici candidati per i test di trasporto e lancio.
Il 13 aprile 2019 lo Stratolaunch è decollato per la prima volta ed ha volato sopra lo spazioporto di Mojave. Il volo, della durata totale di 2 ore e 29 minuti, ha visto il velivolo spingersi fino ad un'altezza di 5 200 m e a una velocità di 305 km/h. A causa dei sopraccitati cambi di proprietà, il secondo test di volo è avvenuto a più di due anni dal primo, ossia il 29 aprile 2021, quando lo Stratolaunch è rimasto in volo nei cieli del deserto del Mojave per 3 ore e 14 minuti, raggiungendo una quota massima di 4 267 metri e una velocità massima di 320 km/h.